# Manje važni djelatnici Ministarstva magije
Ovo je članak o manje važnim djelatnicima Ministarstva Magije iz serije romana J. K. Rowling. Likovi Arthur Weasley, Percy Weasley, Cornelius Fudge, Barty Crouch, Dolores Umbridge, Ludo Bagman, Alastor Moody, Rufus Scrimgeour, Nymphadora Tonks i Kingsley Shacklebolt imaju svoje članke.

## Broderick Bode
Broderick Bode († siječanj 1996.) bio je Neizrecivac, tj. djelatnik Odjela tajni u Ministarstvu magije. U Harryju Potteru i Redu feniksa bio je pod utjecajem kletve Imperius koju je na njega bacio smrtonoša Lucius Malfoy da bi za Lorda Voldemorta ukrao proročanstvo o njemu i Harryju. Bode je tijekom pokušaja krađe ozlijeđen i poslan je u bolnicu svetog Munga; tijekom božićnih blagdana zadavila ga je prokrijumčarena Đavolja zamka (biljka) kako se ne bi doznalo ništa o planovima smrtonoša. 

## Amelia Bones
Amelia Bones († srpanj 1996) bila je predstojnica Odjela magičnog pravosuđa. Opisana je kao vještica četvrtaste čeljusti sa sijedom kosom i monoklom.
Susan Bones, učenica iz Hufflepuffa s Harryjeve godine, njezina je nećakinja. Njezin je brat, Edgar Bones, bio član Reda feniksa tijekom prvog rata i ubili su ga, zajedno s njegovom ženom i djecom, smrtonoše.
Madam Bones bila je članica Čarosudnog suda i predsjedala je Harryjevim suđenjem u Harryju Potteru i Redu feniksa u kojem se Cornelius Fudge ponašao kao tužitelj, a Albus Dumbledore kao obrana i svjedok. Unatoč Fudgeovu ponašanju prema Harryju, Madam Bones uspjela je držati u rukama konce tijekom suđenja i Harry je velikom većinom proglašen nevinim.
Brutalno ju je ubio Voldemort osobno ubrzo nakon početka radnje Harryja Pottera i Princa miješane krvi. Nakon njezine smrti neki su članovi Reda feniksa pričali o njoj kao jednoj od najvećih vještica tog doba.

## Amos Diggory
Amos Diggory radi u Odjelu za regulaciju i kontrolu magičnih stvorenja u Ministarstvu magije i prvi se put pojavljuje gotovo na početku Harryja Pottera i Plamenog pehara. Unatoč svome sinu, koji je jako skroman, Amos se voli hvaliti njegovim postignućima. Jako je emocionalan i često se zna zanijeti. Obitelj Diggory živi u blizini sela Ottery St. Catcpole, blizu obitelji Weasley.
U Harry Potteru i Plamenom peharu Amos Diggory pronašao je Winky kako leži ispod Tamnog znamena na Svjetskom metlobojskom prvenstvu i ispitivao ju je o onome što se dogodilo. Kasnije je zamolio Arthura Weasleyja da izvuče Alastora Moodyja iz nevolje onog dana kad su ga zapravo oteli Barty Crouch mlađi i Peter Pettigrew: mislio je da se radi o samo još jednoj lažnoj uzbuni i želio se pobrinuti da Moodyjev novi posao u Hogwartsu ne bude ugrožen.
Amos je prije trećeg zadatka bio otvoreno nepristojan prema Harryju što je naljutilo Molly Weasley i vjerojatno bi se sukobili da ga nije spriječila njegova žena. Nakon smrti svoga sina zahvalio je Harryju što je vratio Cedricovo tijelo njemu i njegovoj ženi i uvjerio ga da ga njih dvoje ne krive za Cedricovu smrt.

## Bertha Jorkins
Bertha Jorkins († srpanj 1994.) bila je djelatnica Ministarstva magije koju je ubio Lord Voldemort. Prije toga, Bertha je otkrila da je Barty Crouch mlađi još uvijek živ, ali ju je Crouch stariji ovaj ušutka čarolijom za brisanje pamćenja, koja joj je pomutila pamćenje. Voldemort ju je mučio dok nije probio tu čaroliju, a ono što je otkrio pomoglo mu je da sazna da će se održati Tromagijski turnir i da je Crouch mlađi još uvijek živ. Voldemort je u Harryju Potteru i Plamenom peharu te informacije iskoristio kako bi skovao plan za povratak u svoje tijelo i na vlast. Berthina je sjenka izašla iz Voldemortovog štapića tijekom borbe između njega i Harryja na groblju, i omogućila je Harryju da pobjegne.
Bertha Jorkins bila je u Hogwartsu u isto vrijeme kad i James Potter i društvo. Bila je poznata kao tračerica.

## Bob Ogden
Bob Ogden prije svoje smrti radio je u Odjelu magičnog pravosuđa. Njegovo je sjećanje bilo jedno od onih sjećanja o Voldemortu koje je Dumbledore pokazao Harryju. U tom sjećanju Bob Ogden pokušao je privesti Morfina, Voldemortova ujaka. Morfinov otac Marvolo je tada otkrio da obitelj Gaunt potječe od samog Salazara Slytherina, a saznao je i da je Meropa, Voldemortova majka, zaljubljena u bezjaka iz obljižnjeg mjesta, Toma Riddlea starijeg, Voldemortova oca. Ogden se kasnije vratio u kuću obitelji Gaunt s pojačanjem i uhitio Morfina i Marvola.
Moguće je da je Bob Ogden u rodbinskim vezama s Tiberiusom Ogdenom iz Čarosudnog suda.

## Williamson
Williamson je auror. Nakon bitke u Odjelu tajni on, Dawlish i Cornelius Fudge bili su zaprepašteni kad su vidjeli Voldemorta u Ministarstvu magije. Čini se da je Williamson ostao u dobrim odnosima s Fudgeom i tada je još mislio da Dumbledore samo stvara probleme Ministarstvu. Kosu veže u rep.

## Djelatnici Ministarstva spomenuti u prolazu
- Bob, Odjel za regulaciju i kontrolu magičnih stvorenja
- Croaker, Odjel tajni
- Eric Munch, čuvar u predvorju
- Perkins, Ured za zloupotrebu bezjačkih artefakata
- Tiberius Ogden, član Čarosudnog suda.